# Дахновская сечь
Дахновская сечь — территориально-войсковая организация казаков, одна из первых сечей, которая существовала в XIV—XVI вв.

## История
Существует информация о преданиях, которые рассказывают, что на территории современного микрорайона Дахновка в Черкассах в конце XIV века существовала первая казацкая сечь — Дахновская. Сначала здесь проживал казак Дахно. Он вместе со своими единомышленниками первым среди казаков создал здесь своеобразную сечь, которая, однако, больше напоминала замок. Крепость привлекала казаков со всей Украины, сюда приезжали люди, боровшиеся против польской власти. Шляхта одновременно сильно не препятствовала существованию сечи, ведь она в свою очередь выступала дополнительным барьером от нападений татар с юга. В начале XVI века старостой Каневским и Черкасским был Байда Вишневецкий, знавший о Дахновской сечи, решил создать нечто подобное. Возможно, именно после этого Байда отправился на остров Хортица и основал там первую Запорожскую Сечь — Хортицкий замок.
Польский историк, археолог и этнограф Эдвард Руликовский, автор статьи о городе Черкассах в «Географическом Словаре Королевства Польского», еще в XIX веке в своем труде «Описание уезда Киевского» (1913), созданного на основе ранее изданных в журнале "A " разведок «Древние дороги и пути на правом на берегу Днепра» (1878), приводит информацию именно об этих преданиях: о том, что еще до переселения за пороги в XVI веке казаки имели сначала сечь возле бывшего села Дахновка. Эта информация позже была также подтверждена археологами.
Сегодня это название отражено в современной улице города Черкассы, которая находится на месте бывшей сечи и детском оздоровительном лагере в окрестностях Черкасс, который занимается популяризацией украинского казачества среди молодежи.